# Slide Hampton
Slide Hampton (Jeannette, 1932. április 21. – Orange, 2021. november 18.) amerikai harsonás. Tubán, szárnykürtön is játszott; hangszerelt.

## Pályakép
Locksley Wellington Hampton 1932. április 21-én született a pennsylvaniai Jeannette-ben. Laura és Clarke „Deacon” Hampton 12 gyermekét megtanította különböző hangszereken játszani és családi zenekarkarrá alakultak. Nővére volt Dawn Hampton és Virtue Hampton Whitted is. Slide Hampton balkezes harsonás volt. Hampton gyerekkorában úgy adták kezébe a harsonát úgy, hogy balkezesen kvázi „hátrafelé” játsszon.
A család először 1938-ban érkezett Indianapolisba. A családi zenekar a The Duke Hampton Band-ben játszott. 1952-ben Hampton a Carnegie Hallban is fellépett a Lionel Hampton Banddel. 1955-56-ban a Buddy Johnson's R&B zenekarral játszott, majd Maynard Ferguson zenekarának tagja lett (1957-1959). A Ferguson zenekarral olyan emlékezetes slágereket komponált. Ahogy hírneve nőtt, hamarosan Art Blakey, Tadd Dameron, Barry Harris, Thad Jones, Mel Lewis, Max Roach zenekaraival kezdett dolgozni.
1962-ben Freddie Hubbarddal és George Colemannel megalakította a Slide Hampton Octetet. Bejárták az Egyesült Államokat és Európát.
1968-ban Woody Herman zenekarával turnézott. Európában telepedett le, ahol 1977-ig maradt.
1981-től tanított a Harvardon,  a Massachusettsi Egyetemen, a Chicagói De Paul Egyetemen és az Indiana Állami Egyetemen. Ebben az időszakban vezette a World of Trombones-t, saját kilenc harsonás zenekarát; a a Jimmy Heath-szel közösen vezetett kvintett. Harsonán is játszott a Diana Ross Live-ban.
2006-ban Hampton és menedzsere finanszírozta koncertjét a New York-i The Tribeca PAC-ban (tisztelgés Antônio Carlos Jobim előtt), és bemutatta a Slide Hampton Ultra-Big-et.
2009-ben Hampton négy új kompozíciót készített: „A Tribute to African-American Greatness” címmel. A darabok Nelson Mandela, Oprah Winfrey, Tiger Woods, Venus Williams, Serena Williams és Barack Obama előtt tisztelegtek. A dalokhoz Hampton és Anthony-Charles Bey menedzser-író által írt kísérőszöveg, és Thelonious Monk, Thad Jones, Eddie Harris, Dexter Gordon és Gil Evans tiszteletére készült feldolgozások egészítették ki a műsort.
Elkészített két új Big band feldolgozást: az „In Case of Emergency” és a „The Drum Song”. Ez a két dal kizárólag az egyetemek és más oktatási intézmények számára voltak elérhetőek.
Hampton 2021. november 18-án, 89 évesen halt meg.

## Lemezválogatás
- Slide Hampton and His Horn of Plenty (1959)
- Sister Salvation ( 1960)
- Two Sides of Slide (1959-61)
- Exodus (1962)
- Mello-Dy (1967-68)
- Flying Colors (1977)
- Roots (Criss C1985)
- Dedicated to Diz! (1993)
- Jazz Matinee (+ SWR Big Band, 2002)
- Spirit of the Horn (2002)

## Díjak
- 2005: NEA Jazz Master[4]
- 1998, 2005: Grammy-díj

## Fordítás
Ez a szócikk részben vagy egészben  a   Slide Hampton című angol Wikipédia-szócikk ezen változatának fordításán alapul.  Az eredeti cikk szerkesztőit annak laptörténete sorolja fel. Ez a jelzés csupán a megfogalmazás eredetét és a szerzői jogokat jelzi, nem szolgál a cikkben szereplő információk forrásmegjelöléseként.